# BOAT
BOAT（ボート、「BOaT」「boat」とも表記）とは、日本のロックバンドである。元SPACE KUNG-FU MANのAxSxEをリーダーとした男女5人で編成される。1996年に結成し、2001年に解散した。

## メンバー
AxSxE（アセ、BOAT活動時はA.S.Eの表記）
ボーカル、ギター担当。
元SPACE KUNG-FU MANのメンバー。解散後、NATSUMENのメンバーとして活動。
アイン
ボーカル、コーラス、ミミング、ギター担当。
※「ミミング」とは造語であり、サンプラーのこと。
解散後、NATSUMENのメンバーとして活動。
しおり
ボーカル、ベース担当。
坂井キヨオシ
キーボード、コーラス担当。
解散後、music from the marsのメンバーとして活動。
マユコ
ドラムス、コーラス担当。
解散後、The Facefulのメンバーとして活動。

## 来歴
1996年、慶應義塾大学の音楽サークル仲間だったAxSxE、しおり、坂井キヨオシ、マユコで結成。当初はジミ・ヘンドリックスのコピーバンドだった。1997年の年末、AxSxEが坂井の家へ行くため東急東横線に乗っていたところ、同じ車両にいたアインが話しかけてきたことがきっかけとなりアインも加入、メンバーが揃う。
1998年にはバッド・ニュースからファーストアルバム『フルーツ☆リー』を発売し、音楽雑誌『ROCKIN'ON JAPAN』にニューカマーとして紹介された。同年末にはズボンズのライブツアーにオープニングアクトとして参加した。
都内のライブハウスを中心に活動していたが、2001年9月28日に、しおり、マユコ、坂井が「卒業」し、事実上の解散となる。「卒業」後は、AxSxEとアインが中心となりNATSUMENを結成、活動するも2006年より活動を休止。

## ディスコグラフィ

### シングル
1. ウォティパティ（パ'28）（1999年）
2. BoaT + Seameal （1999年）※限定カラーレコード（EP）・SeaMealとのスプリット盤
3. BoaT VS 野村義男（2000年）※お互いの曲をカバーし合ったスプリット盤。Do you know my name? / 祭り気分でTAKE A CHANCEをBoat、ネガティブコンディションを野村義男がそれぞれカバー
4. 狂言メッセージ / DON'T YOU （2000年）[Maxiシングル]

### アルバム
1. フルーツ☆リー （1998年）
2. soul, thrash, train （1999年）
3. LISTENING SUICIDAL （2000年）
4. RORO （2001年）